# Jüdischer Friedhof (Deggendorf)

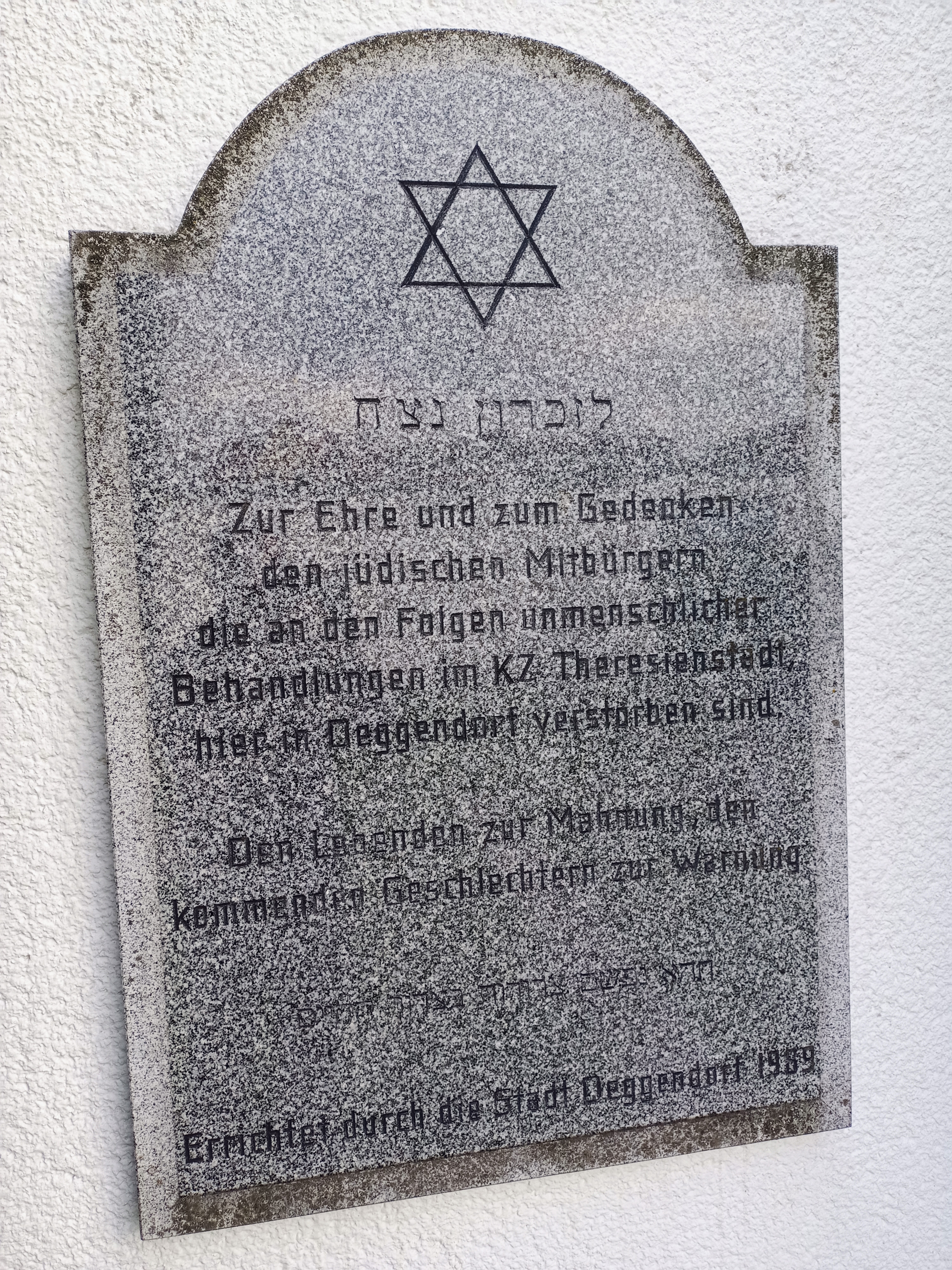
Gedenktafel am jüdischen Friedhof in Deggendorf

Der jüdische Friedhof in Deggendorf, einer Stadt in Niederbayern, wurde 1945 errichtet. 
Die von der Mitte des 19. Jahrhunderts bis in die Zeit des Nationalsozialismus in Deggendorf wohnenden jüdischen Bürger gehörten zur Jüdischen Gemeinde Straubing und wurden dort auf dem jüdischen Friedhof beigesetzt. 
Von 1945 bis 1949 bestand in Deggendorf eine jüdische Gemeinde, die sich aus sogenannten Displaced Persons, Überlebenden des KZ Theresienstadt zusammensetzte (bis zu circa 1500 Personen). Die in dieser Zeit verstorbenen Juden wurden in einer Abteilung des kommunalen Friedhofes beigesetzt, die vom übrigen Friedhof durch eine Hecke abgegrenzt wurde. 
Im Jahr 1989 wurde eine Gedenktafel angebracht. Die Inschrift lautet: „Zur Ehre und zum Gedenken den jüdischen Mitbürgern, die an den Folgen unmenschlicher Behandlungen im KZ Theresienstadt, hier in Deggendorf verstorben sind“.